# Thijs Oude Luttikhuis
Thijs Oude Luttikhuis es un deportista neerlandés que compitió en taekwondo. Ganó tres medallas en el Campeonato Europeo de Taekwondo entre los años 2000 y 2006.

## Palmarés internacional
| Campeonato Europeo | Campeonato Europeo    | Campeonato Europeo | Campeonato Europeo |
| Año                | Lugar                 | Medalla            | Categoría          |
| ------------------ | --------------------- | ------------------ | ------------------ |
| 2000               | Patras (Grecia)       | Medalla de plata   | –72 kg             |
| 2004               | Lillehammer (Noruega) | Medalla de bronce  | –78 kg             |
| 2006               | Bonn (Alemania)       | Medalla de oro     | –78 kg             |